# راي مارتن
راي مارتن (بالإنجليزية: Ray Martin)‏ (23 يناير 1945 بولفرهامبتن في المملكة المتحدة - ) هو لاعب كرة قدم بريطاني في مركز الظهير. لعب مع أستون فيلا وبرمنغهام سيتي ومنيسوتا كيكس ‏ وبورتلاند تيمبرز.

## وصلات خارجية
- راي مارتن على موقع قاعدة بيانات كرة القدم.إي يو (الإنجليزية)